# اورفه سیاه
اورفه سیاه (پرتغالی: Orfeu Negro) فیلمی فرانسوی ساخته شده در برزیل در سال ۱۹۵۹ و به کارگردانی کارگردان فرانسوی مارسل کامو است. بازیگران آن مارپسا داون و برنو ملو بودند. این فیلم بر پایهٔ نمایشنامهٔ اورفهٔ عروج مریم (Orfeu da Conceição) نوشته وینیسیوس دی مورائس که خود آن نمایشنامه اقتباسی از افسانه اورفه در افسانه‌شناسی یونان باستان بوده‌است. فیلم در یک بافت امروزی در ریو دو ژانیرو در حین یک کارناوال برزیلی روایت می‌شد. تولید اورفه سیاه یک کار مشترک بین برزیل و فرانسه و ایتالیا بود.

## جوایز
1. جایزه نخل طلایی جشنواره فیلم کن (۱۹۵۹)
2. جایزه اسکار بهترین فیلم خارجی زبان (۱۹۵۹)